# Марс (Цілинний округ)
Марс (рос. Марс) — присілок у складі Цілинного округу Курганської області, Росія.
Населення — 148 осіб (2010, 272 у 2002).
Національний склад станом на 2002 рік:
- росіяни — 72 %